# Sjukpension
Sjukpension är en typ av pension som betalas ut till en person som, antingen tillfälligt eller permanent, inte kan arbeta. Utbetalaren kan vara staten eller någon form av försäkringsgivare.
Olika regler gäller för olika länder. I exempelvis Australien måste den som ansöker om sjukpension (engelska: Disability Support Pension) ha varit medborgare i landet i 10 år samt ha någon form av intyg som visar att personen är blind eller har någon form av nedsättning som gör att den inte kan arbeta mer än 15 timmar i veckan.
I Sverige var det tidigare ett begrepp för den ersättning som Försäkringskassan betalde ut men det begreppet har numera avskaffats och ersatts av sjukersättning. Begreppet sjukpension finns idag bara kvar för en del av sjukförsäkringen inom den kollektivavtalade ITP-planen.